# Porcellio calderensis
Porcellio calderensis är en kräftdjursart som beskrevs av Albert Vandel1954. Porcellio calderensis ingår i släktet Porcellio och familjen Porcellionidae. Utöver nominatformen finns också underarten P. c. madeirae.